# Hammaptera viridifusata
Hammaptera viridifusata är en fjärilsart som beskrevs av Walker 1862. Hammaptera viridifusata ingår i släktet Hammaptera och familjen mätare. Inga underarter finns listade i Catalogue of Life.